# Psylliodes rambouseki
Psylliodes rambouseki is een keversoort uit de familie bladkevers (Chrysomelidae). De wetenschappelijke naam van de soort werd in 1909 gepubliceerd door Heikertinger.